# Hyadesia fusca
Hyadesia fusca is een mijtensoort uit de familie van de Hyadesiidae. De wetenschappelijke naam van de soort is voor het eerst geldig gepubliceerd in 1894 door Lohmann.